# Theodore Dru Alison Cockerell
Pour les articles homonymes, voir Cockerell.
Theodore Dru Alison Cockerell est un zoologiste américain d’origine britannique, né le 22 août 1866 à West Norwood près de Londres et mort le 26 janvier 1948 à San Diego.

## Biographie
Cockerell s’installe aux États-Unis en 1881.
Il a suivi les cours de la Middlesex Hospital Medical School avant d'étudier la botanique sur le terrain dans le Colorado en 1887-1890. De 1891 à 1901, il fut conservateur du musée public de Kingston (Jamaïque), professeur d'entomologie à la  Station agricole expérimentale du Nouveau-Mexique. En 1900-1903, il fut maître-assistant en biologie à l'université du Nouveau-Mexique ; en 1903-1904 conservateur au Colorado College Museum et en 1904 il devint chargé de cours en entomologie et en 1906 professeur de zoologie systématique à l'université du Colorado.
Cockerell est l'auteur de plus de 2200 articles dans des publications scientifiques, en particulier sur les coccinellidés, les hyménoptères et les mollusques, ainsi que sur la paléontologie et les diverses phases de l'évolution. Il s’intéresse également à la botanique, la paléontologie et la zoologie.
Il fait de très nombreux voyages d’exploration : Inde, Australie, Pérou, Sibérie et Afrique du Sud.
Il épouse Wilmatte Porter Cockerell, botaniste, entomologiste et professeure américaine.

## Liste partielle des publications
- 1910 : Some Bees of the Genus Augochlora from West Indies
- 1910 : The Scales of the Mormyrid Fishes
- 1913 : Observations on Fish Scales
- 1913 : Some Fossil Insects from Florissant (Colorado)[3].
- 1920 : Zöology; a textbook for colleges and universities (World book company, Yonkers-on-Hudson, N. Y.)[4].